# Hyperbrotica
Hyperbrotica là một chi bọ cánh cứng trong họ Chrysomelidae.
Chi này được miêu tả khoa học năm 1968 bởi Bechyne & Bechyne.

## Các loài
Chi này gồm các loài:
- Hyperbrotica ebracea (Fabricius, 1787)